# The Hurting
The Hurting é o álbum de estreia da banda Tears for Fears, lançado em 7 de março de 1983. O álbum alcançou 1º lugar nas paradas musicais do Reino Unido e foi certificado com disco de ouro após três semanas de seu lançamento, além de ter alcançado o status de disco de platina em janeiro de 1985.
O álbum contém os três primeiros singles de maior sucesso da banda - "Mad World", "Change" e "Pale Shelter" - e todos alcançaram Top 5 no Reino Unido. Ele também conta com uma nova versão do primeiro single da banda, "Suffer the Children", que foi originalmente lançado em 1981.
Para este disco, o tecladista Ian Stanley e o baterista Manny Elias foram integrados à banda. O álbum tem uma sonoridade extremamente eletrônica com canções baseadas em guitarras e sintetizadores, e contém letras que remetem à triste e amarga infância de Orzabal. Este álbum é considerado o mais conceitual da banda, pela sua referência ao sofrimento emocional e à terapia do "grito primal", desenvolvida pelo psicanalista Arthur Janov. O álbum foi número 1 em vendas no Reino Unido e atingiu o Top 40 em vários países, tornando "Mad World", "Pale Shelter" e "Change" hits no mundo inteiro.
No final de 1983 é lançado o single "The Way You Are", mantendo a fama da banda enquanto trabalhava no segundo álbum. Este single atingiu o Top 30 no Reino Unido e foi a última imersão do grupo na sonoridade new wave com sintetizadores. Em notas de lado-b de "Saturnine Martial & Lunatic" eles registraram que este single foi uma despedida da abordagem musical anterior do Tears for Fears.
O álbum foi remasterizado e relançado em 1999, e foram incluídos 4 remixes como faixas bônus e um extenso livreto que descrevia todo o processo de gravação do CD.
Uma edição comemorativa do 30º aniversário foi lançada em 21 de outubro de 2013.
| Críticas profissionais | Críticas profissionais |
| Avaliações da crítica  | Avaliações da crítica  |
| Fonte                  | Avaliação              |
| ---------------------- | ---------------------- |
| Allmusic               | [ 3 ]                  |
| Rolling Stone          | [ 4 ]                  |
| Q                      | [ 5 ]                  |
| Smash Hits             | [ 6 ]                  |

## Faixas
Todas as músicas foram escritas por Orzabal, exceto a indicada com * (escrita por Orzabal/Smith/Stanley/Elias).

### Disco original
1. "The Hurting" – 4:19
2. "Mad World" – 3:35
3. "Pale Shelter" – 4:34
4. "Ideas As Opiates" – 3:45
5. "Memories Fade" – 5:06
6. "Suffer the Children" – 3:52
7. "Watch Me Bleed" – 4:17
8. "Change" – 4:14
9. "The Prisoner" – 2:55
10. "Start of the Breakdown" – 5:00

### Remasterização de 1999
1. "The Hurting" – 4:19
2. "Mad World" – 3:35
3. "Pale Shelter" – 4:34
4. "Ideas As Opiates" – 3:45
5. "Memories Fade" – 5:06
6. "Suffer the Children" – 3:52
7. "Watch Me Bleed" – 4:17
8. "Change"  – 4:14
9. "The Prisoner"  – 2:55
10. "Start of the Breakdown" – 5:00
11. "Pale Shelter" [Long Version] – 7:09
12. "The Way You Are" [Extended] * – 7:43
13. "Mad World" [World Remix] – 3:42
14. "Change" [Extended Version] – 6:00

### Edições comemorativas do 30º Aniversário
Duas edições deluxe do álbum foram lançadas em 21 de outubro de 2013. A primeira contava com um CD duplo composto pelos discos 1 & 2 (como descrito abaixo), e a segunda era um box composto por 4 discos contendo 3 CDs e um DVD, um livro contendo entrevistas, um novo ensaio de Paul Sinclair sobre o álbum, uma réplica da programação da turnê de 1983, com discografia e fotos. As primeiras 500 pré-vendas realizadas na loja virtual da Universal Music também incluíam um vinil de 7'' do single "Change", com uma edição rara de luva.
CD1 - Álbum Original
1. The Hurting - 4:16
2. Mad World - 3:35
3. Pale Shelter (2nd Single Version) - 4:24
4. Ideas As Opiates - 3:46
5. Memories Fade - 5:01
6. Suffer The Children - 3:49
7. Watch Me Bleed - 4:15
8. Change - 4:13
9. The Prisoner - 2:55
10. Start Of The Breakdown - 4:57

CD2 - Singles & B-Sides
1. Suffer The Children (Original Version) - 3:40
2. Pale Shelter (Original Version) - 4:39
3. The Prisoner (Original 7" Version) - 2:43
4. Ideas As Opiates (Alternate Version)† - 3:53
5. Change (New Version) - 4:36
6. Suffer The Children (Remix) - 4:15
7. Pale Shelter (Long Version) - 7:09
8. Mad World (World Remix) - 3:39
9. Change (Extended Version) - 5:59
10. Pale Shelter (New Extended Version) - 6:44
11. Suffer The Children (Instrumental) - 4:26
12. Change (Radio Edit) - 3:58
13. Wino - 2:23
14. The Conflict - 4:02
15. We Are Broken†† - 4:03
16. Suffer The Children (Demo) - 4:04

† Faixa 4, nomeado como "Ideas As Opiates (Alternate Version)", estava destinada a ser a primeira versão da canção (originalmente lançada como b-side de Mad World), mas foi erroneamente substituída por uma repetição da versão do álbum remixado.
†† Faixa 15, embora nomeada como "We Are Broken", é, na verdade, "Broken Revisited", que é uma versão estendida da faixa original que foi incluída como faixa bônus em uma edição limitada na cassete de Songs From the Big Chair em 1985, e posteriormente incluído na edição remasterizada de 1999 e na versão deluxe de 2006 do mesmo álbum.
CD3 - Radio Sessions & Live
1. Ideas As Opiates (Peel Session 1/9/1982) - 3:48
2. Suffer The Children (Peel Session 1/9/1982) - 4:03
3. The Prisoner (Peel Session 1/9/1982) - 2:50
4. The Hurting (Peel Session 1/9/1982) - 3:45
5. Memories Fade (David Jensen BBC Session 20/10/1982) - 4:56
6. The Prisoner (David Jensen BBC Session 20/10/1982) - 2:49
7. Start Of The Breakdown (David Jensen BBC Session 20/10/1982) - 4:00
8. The Hurting (David Jensen BBC Session 20/10/1982) - 3:50
9. Start Of The Breakdown (Live At Oxford Apollo 8/4/1983) - 5:56
10. Change (Live) - 4:00

DVD - In My Mind’s Eye: Live At Hammersmith Odeon (Dezembro de 1983)
1. Start Of The Breakdown - 6:14
2. Mothers Talk - 3:50
3. Pale Shelter - 4:35
4. The Working Hour - 6:29
5. The Prisoner - 2:52
6. Ideas As Opiates - 3:43
7. Mad World - 3:36
8. We Are Broken - 2:57
9. Head Over Heels - 4:49
10. Suffer The Children - 4:02
11. The Hurting - 4:24
12. Memories Fade - 4:51
13. Change - 4:10

## Singles (realizado naquele período)
1. "Suffer The Children" (1981)
2. "Pale Shelter (You Don't Give Me Love)" (1982)
3. "Mad World" (1982)
4. "Change" (1983)
5. "Pale Shelter" (1983)
6. "The Way You Are" (1983)

## Integrantes
Tears for Fears
- Roland Orzabal - vocal, guitarra, teclado, sintetizador, vocal principal nas faixas 1, 4-7 e 10.
- Curt Smith - vocal, baixo, teclado, vocal principal nas faixas 1, 2, 3, 8 e 9.
- Ian Stanley - sintetizador, programador.
- Manny Elias - bateria, sintetizador.

Integrantes adicionais
- Chris Hughes - sintetizador, percussão, condução
- Ross Cullum - programação, percussão
- Mel Collins - saxofone
- Phil Palmer - guitarra
- Caroline Orzabal - vocal infantil na faixa "Suffer the Children"

## Desempenho nas tabelas musicais

### Álbum
| Ano  | País           | Posição |
| ---- | -------------- | ------- |
| 1983 | Reino Unido    | 1       |
| 1983 | Estados Unidos | 73      |

### Edição comemorativa de 30º aniversário
| Ano  | País        | Posição |
| ---- | ----------- | ------- |
| 2013 | Reino Unido | 85      |

### Singles
| Ano  | Single         | Parada                         | Posição |
| ---- | -------------- | ------------------------------ | ------- |
| 1982 | "Mad World"    | UK Singles Chart               | 3       |
| 1983 | "Change"       | UK Singles Chart               | 4       |
| 1983 | "Change"       | U.S. Billboard Mainstream Rock | 22      |
| 1983 | "Change"       | U.S. Billboard Pop Singles     | 73      |
| 1983 | "Pale Shelter" | UK Singles Chart               | 5       |

## Certificações
| Organização           | Nível   | Data                  |
| --------------------- | ------- | --------------------- |
| BPI (Reino Unido)     | Prata   | 9 de março de 1983    |
| BPI (Reino Unido)     | Ouro    | 25 de março de 1983   |
| BPI (Reino Unido)     | Platina | 29 de janeiro de 1985 |
| RIAA (Estados Unidos) | Ouro    | 1 de dezembro de 1993 |